# Валтер фон Браухич
Хайнрих Алфред Херман Валтер фон Браухич (на немски: Heinrich Alfred Hermann Walther von Brauchitsch) (4 октомври 1881 – † 18 октомври 1948) е немски аристократ, фелдмаршал и главнокомандващ на сухопътните сили на немския Вермахт в ранните години на Втората световна война.

## Биография

### Ранен живот и Първа световна война (1914 – 1918)
Роден в Берлин на 4 октомври 1881 г., Браухич е петият син в семейството на пруски генерал от кавалерията Бернхард фон Браухич (1833 – 1910). Завършва едно от най-добрите училища в града – Френската гимназия.
Призован е на военна служба в пруската гвардия през 1900 г., където получава званието лейтенант и като такъв бива преразпределен в 3-ти гвардейско-гренадирски полк Кралица Елизабет.
През октомври 1909 г. като старши лейтенант той е назначен за полкови адютант на 3-ти гвардейски полк. След това е зачислен в генералния щаб на германската армия. Година преди началото на голямата война – капитан. Жени се за Елизабет фон Карстет, баснословно богата наследница на 300 000 акра земя, в провинция Померания.
С началото на войната е изпратен в щаба на 16-и армейски корпус, разположен при крепостта Мец. През септември на същата година е награден с Железен кръст II степен. С идването на октомври 1915 г. фон Браухич бива преместен в щаба на 34-та пехотна дивизия (получава наградата Железен кръст I степен). През май 1917 г. е награден с Рицарски кръст и мечове на Хоенцолерните, плюс още две отличия. Преди края на войната е възпроизведен в звание майор.

### Междувоенен период
След идването на Адолф Хитлер и нацистката партия на власт през 1933 г. в Германия, стартира провеждането на една милитаристична политика. Браухич е назначен за главнокомандващ на Източнопруския военен окръг. Неговата специалност е артилерията. През 1937 г. е назначен за командир на 4-та група армии.
Също като много други немски офицери, Браухич не харесва и се противопоставя на нацизма, но приветства нацистката политика на превъоръжаване и е впечатлен от личността на Хитлер. През февруари 1938 г., в разгара на Мюнхенската криза Браухич напуска жена си Елизабет след 28 години брак и иска да се ожени за Шарлот Шмит, красивата млада дъщеря на съдия от Силезия и ревностна привърженичка на нацистите. Хитлер отстъпва от принципите си против разводите и окуражава Браухич да се разведе и ожени отново, като дори му осигурява 80 000 райхсмарки, от които Браухич се нуждае, тъй като семейното състояние е на жена му. През същия месец е назначен за главнокомандващ на немската армия, пост на който заменя генерал Вернер фон Фрич, освободен поради скалъпени обвинения в хомосексуализъм.
Браухич негодува срещу растящата сила на СС, вярвайки, че те се опитват да заменят Вермахта като официалните въоръжени сили на Германия. Той има разногласия с Ерик Кох, гаулайтер на Източна Прусия и Хитлер трябва да се намеси, за да разреши спора.
Също като генерал Лудвиг Бек, Браухич се противопоставя на аншлуса на Австрия и присъединяването на Судетската област от Чехословакия, въпреки че не възразява на Хитлеровите планове за война. Остава безучастен, когато Бек го моли да убеди целия Генерален щаб да подаде оставка, ако Хитлер продължи с инвазията в Чехословакия.
През септември 1938 г., група офицери започват осъществяването на заговор против фюрера и неколкократно се опитват да убедят Браухич да го оглави като главнокомандващ на Генералния щаб. Единственият отговор, който получават, е: „Аз лично няма да направя нищо, но няма и да спра никой.“. След провала, Браухич игнорира всички последвали молби от Бек и други офицери от заговора да използва армията, за да свали Хитлер от власт, преди Германия да е въвлечена в световна война.

### Втора световна война (1939 – 1945)
През ноември 1939 г., подтикнат от началника на генералния щаб – Франц Халдер и други конспиратори, Браухич иска среща с Хитлер, опитвайки се да го убеди, че Германия никога няма да може да спечели продължителна война в Европа и да изостави завоевателните си планове. Фюрерът изпада в ярост и провежда на главнокомандващия тирада, изпълнена с нападки и оскърбления. По-късно, Хитлер свиква заседание на Генералния щаб, на което обявява, че до една година ще смаже Запада. Той също така тържествено се заклева, че ще унищожи духа на Зосен – заплаха, която хвърля Халдер в такъв ужас, че началникът на щаба принуждава конспираторите да се откажат от втори опит.
Браухич е произведен в чин фелдмаршал през 1940 г. и има ключова роля в блицкрига на Запад, преработвайки първоначалните планове за нападението над Франция. След завладяването ѝ, взима участие в разработването на плановете за операция Морски лъв – предвиденото нахлуване в Англия. Хитлер възнамерява да постави Браухич начело на инвазията. Луфтвафе обаче, не успява да осигури необходимото въздушно превъзходство и плановете са изоставени.
Впоследствие Германия се обръща на изток и напада СССР през 1941 г. Неуспехът при Москва вбесява Хитлер. Нещата отиват още по-далеч за Браухич (който междувременно е претърпял сърдечен удар), тъй като е освободен от поста си на 19 декември. Прекарва годините до края на войната в ловна хижа в планините югоизточно от Прага.

### Пленяване и смърт
След войната, Браухич е арестуван и обвинен във военни престъпления, но умира в Хамбург през 1948 г., преди да бъде даден ход на делото.
Браухич е чичо на Манфред фон Браухич, пилот на „Сребърна стрела“ от отбора на Мерцедес-Бенц в Гран при, състезанията през 30-те години. Освен това той също така е почитател и на известния пруски фелдмаршал Хелмут фон Молтке Старши.

## Цитирана литература